# Кобєлєв Олексій Миколайович
Олексій Миколайович Кобєлєв (нар. 16 березня 1972, смт Покотилівка Харківський р-н Харківська обл.) — український фахівець в галузі соціальних комунікацій, бібліометрії, інформаційної аналітики, бібліотекознавства. Доктор наук з соціальних комунікацій (2013), професор (2022).

## Біографія
Народився 16 березня 1972 року в смт Покотилівка Харківського р-ну Харківської області. У 1989 році закінчив середню школу. У 1994 році закінчив Харківський державний інститут культури (спеціальність бібліотекар-бібліограф). У 1995 році закінчив Міжгалузевий інститут післядипломної освіти при Харківському державному політехнічному університеті, отримавши диплом патентознавця-маркетолога.
Трудову діяльність продовжив у 1994 році у відділі масової роботи Харківської державної наукової бібліотеки імені В. Г. Короленка на посаді методиста. У 1997—2000 роках навчався в аспірантурі Харківської державної академії культури. У 2001 році захистив кандидатську дисертацію на тему «Бібліометричний аналіз розвитку українського бібліотекознавства в 1970—1990 рр.». Рішенням Вищої атестаційної комісії України у 2002 році було присуджено науковий ступінь кандидата педагогічних наук зі спеціальності «Книгознавство, бібліотекознавство, бібліографознавство». У 2000—2005 роках викладач, старший викладач кафедри бібліотекознавства та соціальних комунікацій. У 2006 році переведений на посаду доцента кафедри бібліотекознавства та соціальних комунікацій. У 2008 році присвоєно вчене звання доцента кафедри соціальних комунікацій. У 2009—2012 роках навчався в докторантурі ХДАК. У 2013 році захистив докторську дисертацію за темою «Інформаційно-аналітична діяльність бібліотек України: теоретико-методологічні засади розвитку» (науковий консультант — доктор історичних наук, професор В. О. Ільганаєва). В 2015 році переведений на посаду професора кафедри бібліотекознавства та соціальних комунікацій. У 2022 році присвоєно вчене звання професора.

## Наукова діяльність
Наукова діяльність О. М. Кобєлєва пов'язана з розробкою проблем сфери соціальних комунікацій, бібліометричного аналізу, інформаційної аналітики за умов інтелектуалізації суспільного життя в добу переходу до суспільства знань, розвитком теорії та методології бібліотекознавства. Упродовж багатьох років входить до спеціалізованої вченої ради по захисту кандидатських і докторських дисертацій Харківської державної академії культури. О. М. Кобєлєв є науковим консультантом і керівником кандидатських дисертацій з теорії та історії соціальних комунікацій, сучасних проблем бібліотекознавства та інформаційних наук. Член редакційних колегій фахових періодичних видань: «Бібліотекознавство. Документознавство. Інформологія» та «Українська біографістика». Він є членом Української бібліотечної асоціації, постійним учасником її громадських і наукових форумів. Науковець є автором понад 100 наукових і науково-методичних праць.

## Науковий доробок
- Кобєлєв О. М. Інформаційна аналітика в структурі бібліотечної діяльності в Україні : монографія / О. М. Кобєлєв. ― Харків : ХДАК, 2012. ― 246 с.
- Кобєлєв О. М. Українське бiблiотекознавство 1970-1990-х рр. у бiблiометричному вимiрi / О. М. Кобєлєв // Вiсн. Харків. держ. акад. культури : зб. наук. пр. ― Харків, 2004. ― Вип. 14. ― С. 152–161.
- Кобєлєв О. М. Інформаційно-аналітична діяльність бібліотек як складова нової соціально-комунікативної реальності : до постановки проблеми / О. М. Кобєлєв  // Вісн. Харків. держ. акад. культури : зб. наук. пр. ― Харків, 2008. ― Вип. 23. С. 117–124.
- Кобєлєв О. М. Аналіз посилань в інформаційно-аналітичній діяльності соціально-комунікаційних структур / Олексій Кобєлєв // Психолінгвістика : психологія, мовознавство, соціальні комунікації : наук.-теорет. зб. / Переяслав-Хмельницький держ. пед. ун-т ім. Г. Сковороди. ― Переяслав-Хмельницький, 2011. ― Вип. 7. ― C. 171–176.
- Кобєлєв О. М. Кількісні методи аналізу публікацій в інформаційно-аналітичній діяльності бібліотек / О. М. Кобєлєв // Вісн. Харків. держ. акад. культури : зб. наук. пр. — Харків, 2011. — Вип. 32. C. 167–174.
- Кобєлєв О. М. Методологія сучасного бібліотекознавства : стан та напрями розвитку / О. М. Кобєлєв // Вісн. Харків. держ. акад. культури : зб. наук. пр. — Харків, 2017. — Вип. 50. — С. 88–100.
- Koloskova G. Library and information potential of Dnipro: current state and development prospects / G. Koloskova, O. Kobieliev // International Journal of Innovative Technologies in Social Science. — 2021. ― № 3 (31). ― P. 54-59.
- Libraries of Pedagogical Institutions of Higner Education on Social Media / Shelestova A., Solianyk A., Bachynska N., Novalska T., Kobieliev O. // Amazonia Investiga. — 2021. — Vol. 10, Iss. 47. — P. 197–206.
- Organizational structures for preserving documentary monuments in the leading libraries of Ukraine / Losiieyskyi I., Kobieliev O., Shcherban A., Solianyk A., Karpenko O. // Amazonia Investiga. — 2022. — Vol. 11, Iss. 54. ― P. 327–338.
- Information Analytics in the Structure of Ukrainian National Libraries Activity (Based on Analysis of Their Sites) / Kobieliev O., Karpenko O., Safonova T., Zimenko O. // University Library at a New Stage of Social Communications Development : Conf. Proc. ― Dnipro, 2022. — Iss. 7 : The era of Library transformations and the new ecology of life. — P. 57–65.